# Сяксъярви (озеро, Суоярвский район)
Ся́ксъя́рви (фин. Sääksjärvi) — озеро на территории Лоймольского сельского поселения Суоярвского района Республики Карелии.

## Общие сведения
Площадь озера — 2,7 км², площадь бассейна — 90,5 км². Располагается на высоте 77,0 метра над уровнем моря.

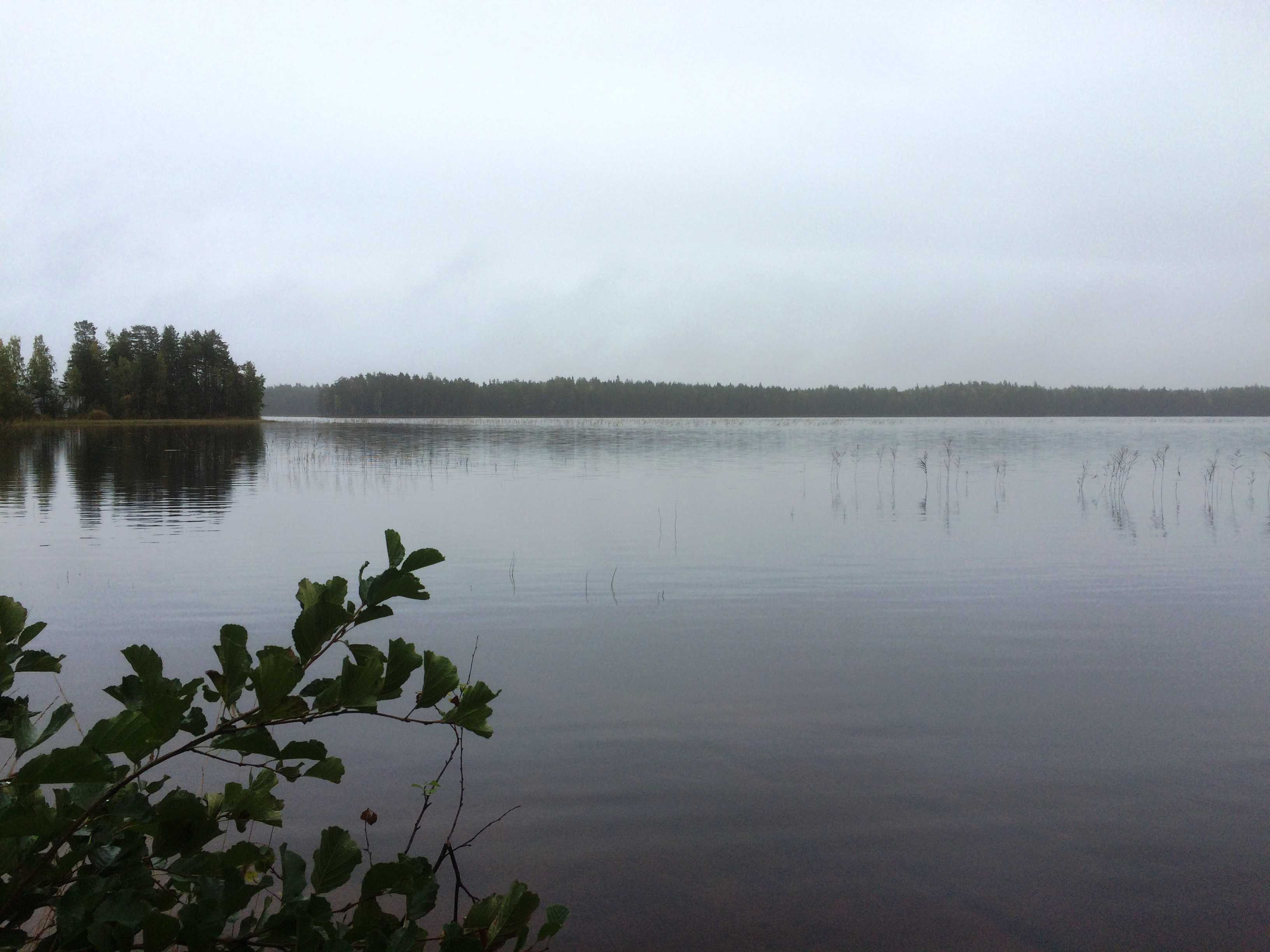
Вид с южного берега

Форма озера продолговатая, лопастная, вытянутая с юго-востока на северо-запад. С севера в озеро втекает река Куопесоя (фин. Kuopesoja), которая несёт в озеро воды из озёр Руокоярви, Котаярви и некоторых других.
С запада из озера вытекает река Уомасоя, протекающая озеро Раялампи и втекающая в реку Уксунйоки. Берега озера изрезаны, в основном скалистые. В северо-западной части озера находится остров Песянсаари, в юго-восточной — остов Куконсаари.
Населённые пункты на озере отсутствуют.
Вдоль всего южного берега озера проходит трасса Р21 («Сортавала»).
Код водного объекта в государственном водном реестре — 01040300211102000013995.

## Панорама

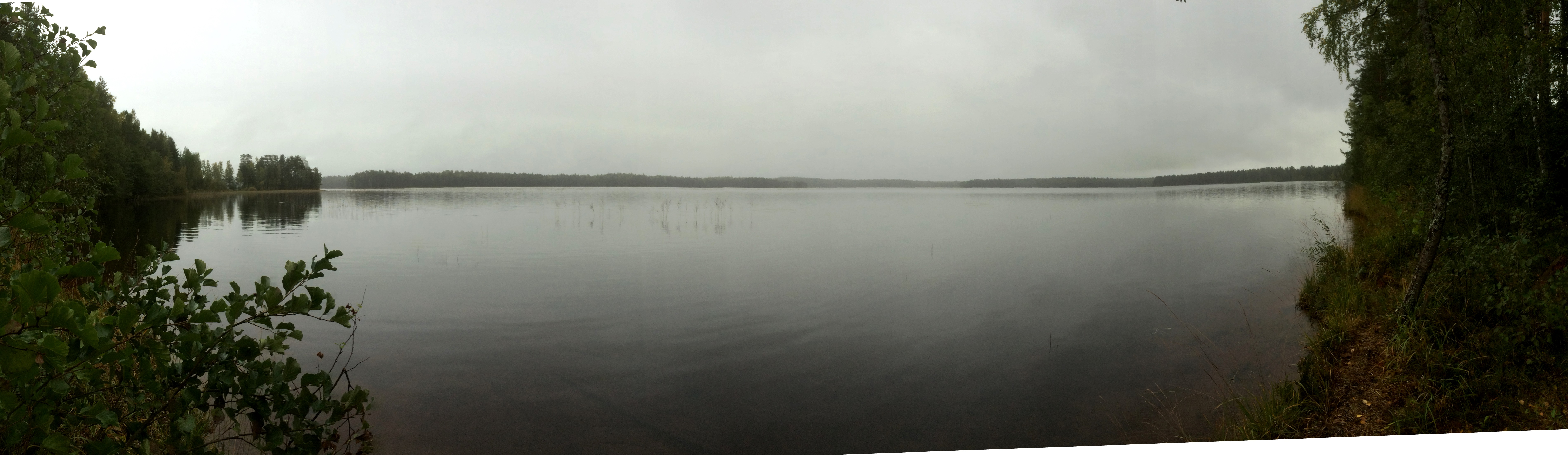
Панорама